# Mihály Horváth (Historiker, 1809)

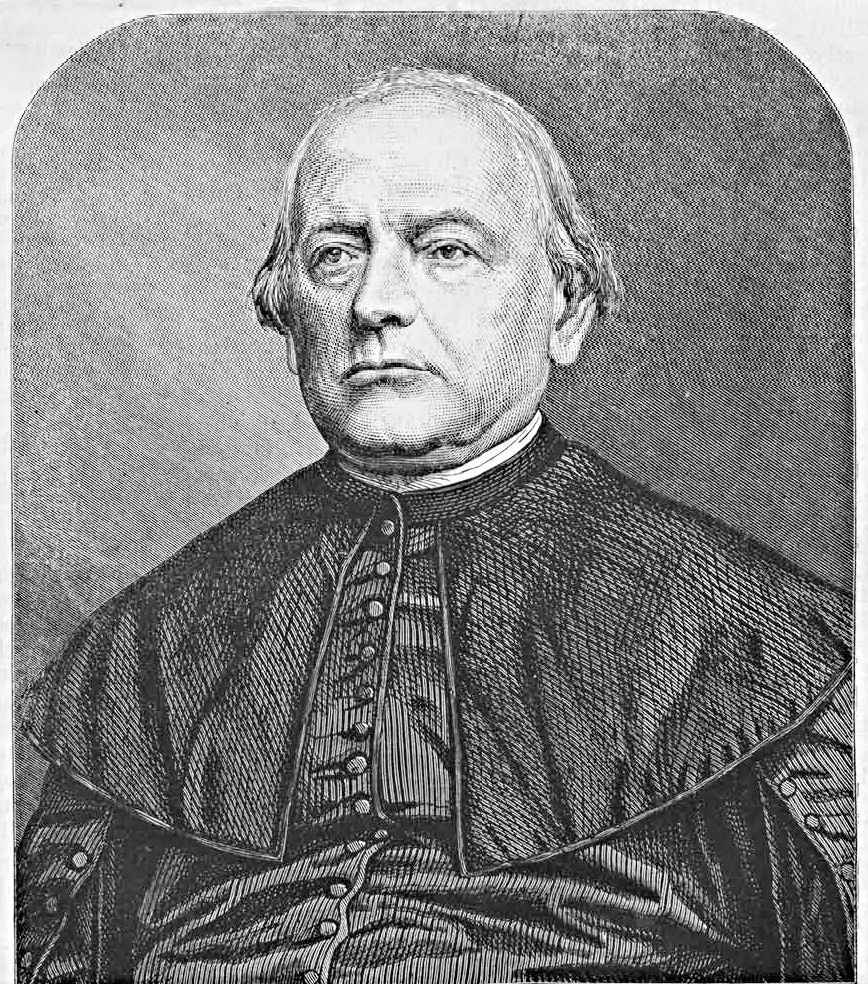
Mihály Horváth (1867)

 Mihály Horváth (* 20. Oktober 1809 in Szentes; † 19. August 1878 in Karlsbad) war ein ungarischer Historiker und Theologe.

## Leben
Mihály Horváth besuchte das Gymnasium in Szegedin, studierte dann im geistlichen Seminar zu Waitzen Theologie und wirkte als Kaplan an mehreren Orten, nahm aber, wegen seiner liberalen Denkweise mit seinen Vorgesetzten zerstritten, 1841 eine Erzieherstelle in dem Haus des Grafen Erdödy in Wien an. 1844 wurde er Professor der ungarischen Sprache und Literatur am Theresianum in Wien. 1847 wurde er zum Propst zu Hatvan und 1848 vom Kultusminister Eötvös zum Bischof von Csanád und zum Mitglied der Magnatentafel ernannt. Da jedoch der Papst diese Bischofsernennung nicht anerkannte, empfing er nie die Bischofsweihe.
Die rege Tätigkeit, welche er in diesen Stellungen entfaltete, verschaffte ihm große Popularität, so dass er nach der Unabhängigkeitserklärung vom 14. April 1849 das Portefeuille des Kultus und des öffentlichen Unterrichts erhielt.
Nach dem Scheitern der Revolution floh er nach Paris, ging von da nach Brüssel, später nach Zürich, wo er einige Zeit Erzieher im Haus der Gräfin Károlyi war, während er im September 1851 vom Kriegsgericht in contumaciam zum Tod verurteilt wurde.
1867 wurde er amnestiert und erhielt von der ungarischen Regierung eine dotierte Abtei, beteiligte sich wieder am politischen Leben und wurde nach dem Tode Ferenc Deáks 1876 in dessen Bezirk in der Hauptstadt zum Deputierten gewählt. Er starb am 19. August 1878 in Karlsbad.

## Leistungen
Als Präsident der historisch-philosophischen Klasse der Ungarischen Akademie der Wissenschaften und der Ungarischen Historischen Gesellschaft war Horváth einer der bedeutendsten ungarischen Historiker und schrieb eine vollständige Geschichte Ungarns bis 1849. 

## Werke
Seine bedeutendsten Werke sind: 
- Geschichte der Ungarn bis zum Jahr 1823. 3. Auflage, Pest 1873, 8 Bände
- Fünfundzwanzig Jahre aus der Geschichte Ungarns, 1823–48. 2. Auflage, Pest; deutsch, Leipzig 1867, 2 Bände
- Geschichte des Unabhängigkeitskriegs in Ungarn 1848 und 1849. 2. Auflage, Pest 1872, 3 Bände